# Врхпоље (Випава)
Врхпоље (словен. Vrhpolje, итал. Verpogliano di Aidussina) је насељено место у општини Випава, Горишка регија, Словенија.

## Историја
До територијалне реорганизације у Словенији било је у саставу старе општине Ајдовшчина.

## Становништво
У попису становништва из 2011. године, Врхпоље је имало 549 становника.
| Број становника према пописима | Број становника према пописима | Број становника према пописима |
| ------------------------------ | ------------------------------ | ------------------------------ |
| 1991                           | 2002                           | 2011                           |
| 541                            | 568                            | 549                            |

## Галерија
- римокатоличка црква "Свети Криж"
- основна школа
- Петров стуб
- поток Бела
- бунар